# 大阿蘇ハム
大阿蘇ハム株式会社（おおあそハム、英: oasoham co.,Ltd.）は、熊本県熊本市に本社を持つ食品加工メーカー。

## 主な製品
- 凛薫ロースハム
- 凛薫ボンレスハム
- 醤油味焼豚
- 熟成ベーコン
- 大阿蘇ポークソーセージ
- モッツァレラソーセージ
- 特級ポークウインナー（業務用版）
- あらびきなが～いウインナー（業務用版）
- あらびき凛薫ポークウインナー
- 特級ポークウインナー
- モッツァレラウインナー
- マヨネーズ風味ウインナー
- あらびきポークウインナー
- 九州産あらびきポークウインナー
- バジル&モッツァレラチーズ入りステーキ
- ビアソーセージステーキ
- 凛薫シリーズ
- 大阿蘇シリーズ

## 沿革
- 1973年（昭和48年）10月 - 九州協栄食品株式会社として熊本県熊本市戸島町で創業、豚カット肉の製造と販売を開始。
- 1974年（昭和49年）11月 - 熊本市御領町に新工場を建設し、本店を移転。
- 1975年（昭和50年）11月 - ハム・ソーセージの加工工場を新設し、相模ハムのブランド名で加工品の製造を開始。
- 1981年（昭和56年）
  - 5月 - 商号を九州相模ハム株式会社に変更。相模ハムグループの西日本エリアを受け持ち、グループの一翼を担う。
  - 12月 - JAS認定工場を取得。
- 1983年（昭和58年）8月 - 資本金を4,000万円に増資。
- 1986年（昭和61年）4月 - 資本金を6,000万円に増資。
- 1994年（平成6年）11月 - 本社所在地の隣接地（2,521平方メートル）を工場用地として取得。
- 1999年（平成11年）7月 - HACCP認証工場を取得。
- 2000年（平成12年）10月 - 本社所在地にミートセンターを新築し、翌年1月から本稼働開始。
- 2007年（平成19年）10月 - 相模ハムから同社西日本営業部を譲り受け、製販一体会社の骨格を形成。
- 2008年（平成20年）4月 - 鳥取相模フーズを吸収合併し、鳥取工場として稼働開始。
- 2009年（平成21年）3月 - 相模ハムの資本を解消、新たにエスフーズの傘下に入る。資本金を19,445万円に増資。
- 2010年（平成22年）3月 - 商号を大阿蘇ハム株式会社に変更。
- 2016年（平成28年）3月 - 株式交換によりフードリエの完全子会社となる。

## 事業所
工場
- 本社工場/ミートセンター - 〒861-8035 熊本県熊本市東区御領6丁目6番6号
- 鳥取工場 - 〒689-2103 鳥取県東伯郡北栄町田井171

営業部
- 営業部/営業管理課/販促課 - 〒816-0921 福岡県大野城市仲畑2丁目9-28

営業所
- 福岡営業所 - 〒816-0921 福岡県大野城市仲畑2丁目9-28
- 北九州営業所 - 〒802-0821 福岡県北九州市小倉南区横代北町3丁目12番19号
- 熊本営業所 - 〒861-8035 熊本県熊本市東区御領6丁目6番6号
- 長崎営業所 - 〒859-0405 長崎県諫早市多良見町中里129番地13号
- 岡山営業所 - 〒700-0945 岡山県岡山市南区新保84番2号
- 倉吉営業所 - 〒689-2103 鳥取県東伯郡北栄町田井171
- 松江営業所 - 〒690-0025 島根県松江市八幡町796番19号